# Vincent Meredith
Pour les articles homonymes, voir Meredith.
Vincent Meredith, 1er baronnet Meredith de Montréal (né le 27 février 1850 à London et mort le 24 février 1929 à Montréal) est un homme d'affaires canadien.  

## Biographie
Né en Ontario en 1850, Henry Vincent Meredith entre au service de la succursale de la Banque de Montréal à Hamilton en 1867. Les talents de Vincent Meredith sont bientôt reconnus quand, en 1879, la banque lui offre un poste d'inspecteur adjoint au siège social, à Montréal.
Il y poursuit une longue et fructueuse carrière puisqu'en 1911 quand il devient gérant général, vice-président en 1912 puis président en 1913. La Banque de Montréal connait une croissance fulgurante sous sa présidence. Entre 1913 et 1927, l'actif de la Banque passe de 244 millions $ à 831 millions $, soit plus du triple.
Il est aussi président de la Royal Trust Co. Ces deux grandes institutions financières sont situées sur la rue Saint-Jacques, face à la place d'Armes. En 1894, il commande à l'architecte montréalais Edward Maxwell un manoir de style Queen Anne – Ardvarna – qui est construit au coin de la rue Peel et de l'avenue des Pins.
Il est un donateur généreux pour plusieurs institutions montréalaise dont l'Hôpital Royal Victoria, l'Université McGill et le Musée des beaux-arts de Montréal. Il est nommé baronnet du Royaume-Uni en 1916. 
Toute l'élite commerciale et politique de Montréal assiste à ses funérailles, à la cathédrale Christ Church de Montréal. Il est inhumé au cimetière du Mont-Royal de Montréal.

## Note
1. ↑  Cette maison existe toujours. Maintenant un pavillon de l'Université McGill, elle est connue aujourd'hui sous le nom de "Maison Lady Meredith".

## Sources
- Fiche sur Vincent Meredith
- Dictionnaire biographique du Canada